# Michael Mietke
Michael Mietke (prima del 1665 – 1726 o 1729) è stato un cembalaro tedesco.

## Biografia

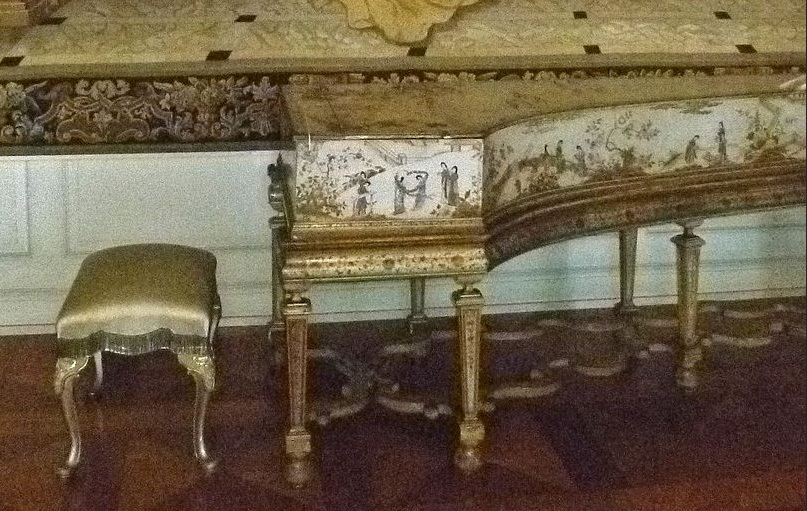
Clavicembalo di Michael Mietke (1702/1704) decorato da Gérard Dagly - Berlino, Castello di Charlottenburg

Michael Mietke visse per tutta la vita a Berlino, dove costruì strumenti musicali a partire almeno dal 1695. Nel 1707 succedette a Christoph Werner come costruttore ufficiale di strumenti musicali per la corte di Prussia. Nel 1719, dietro richiesta di Johann Sebastian Bach, costruì un clavicembalo per la corte ducale di Köthen, strumento sul quale Bach compose il quinto concerto brandeburghese.
A oggi, di Michael Mietke rimangono tre clavicembali: due presso il castello di Charlottenburg (uno a un manuale e l'altro a due) e il terzo a Hudiksvall, in Svezia, a un manuale, datato 1710.
Michael Mietke II (5 marzo 1702 - aprile o agosto 1754), uno dei suoi figli, divenne costruttore di strumenti musicali per la corte di Königsberg nel 1728. Georg Mietke (31 gennaio 1704 - 1770), altro suo figlio, lasciò Berlino nel 1729 per raggiungere Danzica, da dove si spostò a Königsberg nel 1739, dove ricevette l'autorizzazione per produrre clavicembali ed altri strumenti. Friedrich Mietke (1746 - verso il 1805), figlio di Georg, fu anch'egli costruttore di strumenti musicali dal 1765. Divenne costruttore ufficiale per la corte di Königsberg nel 1770.